# L'Archer blanc

L'Archer blanc est une série de bande dessinée de science-fiction française écrite par François Corteggiani et dessinée par Jean-Yves Mitton, qui assure également la mise en couleurs.
Cette relecture de Robin des Bois dans un cadre futuriste a été créée en 1987 dans Le Journal de Mickey, puis compilée en albums chez Soleil en 1998 avant d'être partiellement rééditée dans Strange (Organic Comix). Elle a également été rééditée par Original Watts  en 2013.

## Univers

### Le cadre
La bande dessinée transpose l'histoire de Robin des Bois dans un cadre futuriste. La forêt de Sherwood est désormais une ville où l'Archer se cache dans les quartiers les plus mal famés, tout en paraissant au Conseil sous son identité civile.

### L'Archer Blanc
C'est un jeune laborantin du nom de Scott. Une exposition à des radiations lui permet de traverser le cristal et ainsi de prendre l'Arc dans le bloc translucide qui le retenait.

### Les Alliés
Scott est avant tout le disciple du vieux professeur Arko, lui aussi membre du Conseil de Sherwood. Il a aussi pour ami le jeune Tork, un gamin d'une dizaine d'années.

### Les Ennemis
Le seigneur Klovos est un monstre obèse à la peau verte, qui se déplace dans un fauteuil volant doté d'un rayon mortel. Comme il est passablement stupide, c'est à chaque épisode son âme damnée Yargo, un inquiétant personnage vêtu de noir, qui conçoit le plan machiavélique que l'Archer devra contrer. Ils ont sous leurs ordres des miliciens en armures équipés de lasers ; parfois, ils font l'essai d'utiliser d'autres agents, comme des androïdes ou des malandrins.

## Albums
- L'Archer blanc, Soleil :

1. Le Retour de l'archer 1998  (ISBN 2-87764-612-2).
2. L'Arc magique 1998  (ISBN 2-87764-773-0).

- L'Archer blanc (intégrale numérotée et signée), Original Watts, 2013  (ISBN 979-10-93063-00-3)[1].
- L'Archer blanc (format comic book), Original Watts, 6 vol., 2016[2].
- Une aventure de l'Archer blanc (intégrale), Original Watts, 2022.